# Qeep
qeep é uma rede social para celulares e navegadores de internet. É uma aplicação de licença livre e foi lançado em beta em 2006. Embora o qeep tenha sido disponibilizado inicialmente apenas para usuários de celulares Java, sua empresa lançou uma versão para o Android em 2011 e uma versão para o iOS em 2021.
qeep pode ser baixado gratuitamente em www.qeep.net. A versão para Android do qeep é disponível gratuitamente no Google Play Store, e a versão para iOS é disponível gratuitamente na App Store. Qualquer celular pronto a ligar à Internet que suporte a plataforma Java MIDP 2.0 ou Android 2.1 é compatível com qeep.

## História
A BLUE LION mobile GmbH, empresa criadora do qeep, foi fundada no verão de 2006 especificamente para o desenvolvimento e a comercialização do qeep. Em junho de 2007, BLUE LION recebeu um pacote milionário de financiamento Series-A da Bertelsmann Digital Media Investments para continuar a desenvolver e distribuir a continuação do produto no futuro. No pacote foram também reservados fundos para aumentar o número de celulares com que o programa funciona e para poder lançar em outros principais mercados europeus. O apoio de Bertelsmann para o qeep é um dos seus esforços de competir com gigantes de redes sociais como o MySpace.
Em janeiro de 2012, o qeep tinha mais de 12 milhões de usuários. Em março este número aumentou para 13 milhões com o aumento previsto de 15,000 novos usuários por dia.
Em maio de 2012, qeep foi premiado com 3º Prémio do Prémio da categoria Emotional Closeness do concurso de desenvolvedores Create for Millions 2012 da Nokia.

## Recursos
Qeep é essencialmente um pacote de software independente de recursos interativos. Nas suas versões antigas (anteriormente lançadas em 2015), qeep tinha recursos de jogos, encontros, microblog e pequeno envio de SMS. Após esse período, qeep se repaginou, transformando-se em uma rede social focada em encontros e com novos visuais.

## QMS
O serviço de mensagens do qeep é um serviço de mensagens curtas internas (QMS) para a rede qeep. O conteúdo da mensagem é comprimido por um sistema de servidor proxy e trocados via GPRS ou UMTS dentro do aplicativo móvel. Isso reduz significativamente o custo de envio de mensagens, essencialmente deixando a taxa de transferência de acompanhamento de dados como o único custo restante. No entanto, com exceção dos convites enviados aos novos membros, QMS não podem ser enviados para celulares fora da rede qeep, e nem mesmo podem ser lidas de fora do programa.

## Fotoblog
Enquanto qeep não oferece qualquer tipo de software de fotografia digital por si só, ele permite que aparelhos que tiram e armazenam fotos os guardem em seu banco de dados do qeep. Estas fotos são organizadas em fotoblogs do usuário individual, que são preservadas no banco de dados ao invés do celular em si. Assim o usuário pode compartilhar suas aventuras diárias no seu fotoblog que é conectado com seu perfil do qeep, em vez de compartilhar as fotos individualmente com serviços de mensagens caros.
Isto simultaneamente oferece ao usuário espaço de armazenamento quase ilimitado e, ao mesmo tempo, limitar o acesso a fotos dentro do programa qeep. Assim, o sistema de fotoblog do qeep opera ao longo de um modelo semelhante ao das redes de compartilhamento de fotos online.

## Jogos
Em dezembro de 2009, o pacote de aplicativos do qeep incluiu cinco jogos online com base em turnos. Todos os jogos no qeep podem ser jogados sozinho ou em tempo real contra outro usuário da plataforma. “Battleships”, o primeiro jogo lançado no qeep, é baseado no jogo clássico de nome similar (jogo de batalha naval), enquanto “Quadrix” é um equivalente de Connect Four (conectar quatro peças) e é o jogo mais competitivo do qeep, sendo o usuário "Lahore-Baadshah", do Paquistão, o maior vencedor de todos os rankings categorizados por países. A versão especializada do “Tic-Tac-Toe” (Jogo da velha) foi introduzida em outubro de 2008. Em março de 2009, qeep lançou ”Crazy 8's” (semelhante ao UNO), um jogo de cartas estratégico, como o seu quarto jogo. FlipChip, um equivalente do jogo de tabuleiro Reversi é o quinto jogo do qeep e foi lançado em dezembro de 2009.
Em janeiro de 2011, o qeep lançou seu primeiro jogo social “Friend Zoo” em que usuários podem vender e comprar outros usuários e faze-los os seus animais de estimação. No final de 2011, a aventura de vampiro “Darkville” foi introduzida à lista de jogos diversos do qeep. Neste jogo, os usuários se transformam em um vampiro jovem competindo com seus oponentes em várias missões e tarefas para melhorar suas competências e ganhar poder e glória.
Em maio de 2012, três novos jogos foram introduzidos ao portfólio Android dos jogos móveis do qeep: Online Racer (jogo de corrida), Gangs of Crime City (jogo de luta) and Jewels Island (jogo de diamantes). Os três novos jogos foram desenvolvidos pela empresa de entretenimento móvel Softgames baseada em Berlim, que tornou-se o primeiro parceiro de jogos do qeep, conseguindo um público de mais de 13 milhões de usuários registrados mundial. BLUE LION mobile trabalha com parceiros selecionados no sentido de incorporar jogos da mais elevada qualidade possível na plataforma. Numa fase posterior, o API social do qeep estará disponível para todas as partes interessadas como interface aberta criando uma variedade mais ampla de serviços do qeep.

## Toques
Toques (ataques de som) são arquivos de áudio MP3 embutidos na rede da plataforma. Usuários enviam mensagens para celulares um do outro, ativando o som ou toque apropriado no aparelho do destinatário. O arquivo de som é então tocado no celular do destinatário automaticamente. Uma vez que alguns destes toques e sons são feitos para ser humor, vulgar ou inapropriados, estes sons e toques não provocados são essencialmente um “ataque” no telefone do destinatário.
Alguns arquivos de toques adicionais também foram incluídos nos eventos especiais, como a época do Natal.

## Ligações Externas
- Qeep (em inglês)
- Qeep Mobile (em inglês)
- Qeep en Facebook (em inglês)
- Qeep en Twitter (em inglês)
- Qeep en Google + (em inglês)